# Lac Calcasieu
Le lac Calcasieu est une étendue d'eau située au sud-ouest de la Louisiane aux États-Unis.

## Géographie
Le lac Calcasieu est alimenté par les eaux de la rivière Calcasieu. Le cours d'eau traverse le lac pour aller se jeter à cinq kilomètres en aval dans le golfe du Mexique. 
La superficie du lac est de 256 km². La profondeur moyenne du lac est de un mètre. Le lac s'étend sur la paroisse de Calcasieu au Nord et la paroisse de Cameron au Sud.
La marée remonte la rivière Calcasieu est se mélange aux eaux douces du lac Calcasieu rendant l'eau saumâtre du lac.
Le lac attire de nombreux pécheurs qui y trouvent des sebastes, des truites mouchetées, des limandes, des flets et des crevettes appelées en Louisiane chevrettes.
Le refuge faunique national Sabine est à l'ouest du lac.

## Histoire
Le nom de Calcasieu vient de la langue  amérindienne de la tribu des Atakapas katkosh, pour aigle, and yok pour crier. Les colons français, à l'époque de la Louisiane française, l'ont transcrit tout d'abord en Quelqueshue (terme que l'on retrouve encore sur des noms de rues de villes ou villages de la paroisse de Calcasieu), puis en Calcasieu.